# Eisangelia
Il termine eisangelìa (meno frequente eisanghelìa; in greco antico: εἰσαγγελία?, eisanghelía) fa riferimento, nella sua accezione più comune, a una denuncia di qualunque tipo.
Nei tribunali attici, però, questo termine faceva riferimento specificamente a tre tipi di cause. Secondo Cecilio le eisangelie erano usate contro i crimini nuovi e non riportati dalle leggi, secondo Teofrasto contro certi crimini specifici; secondo il filologo Max Fränkel la definizione di Cecilio faceva riferimento al periodo precedente l'arcontato di Euclide (403/402 a.C.), mentre quella di Teofrasto al periodo successivo, dato che probabilmente i crimini contro cui l'eisangelia era rivolta furono specificati proprio sotto l'arcontato di Euclide. In ogni caso la natura peculiare dell'eisangelia era quella di un'azione pubblica eccezionale volta a perseguire delitti che mettevano in pericolo la sicurezza dello stato o della democrazia.

## Storia
L'eisangelia fu istituita inizialmente da Solone (inizialmente veniva giudicata dall'Areopago, solo in seguito dalla Boulé) e sospesa sotto i Quattrocento (411 a.C.) e probabilmente anche sotto i Trenta (404-403 a.C.); sotto l'arcontato di Euclide (403/402 a.C.) fu emanata la legge eisangeltica (in greco antico: νόμος εἰσαγγελτικός?), che elencava i reati passibili di eisangelia.
Nonostante questa legge, vari crimini palesemente non considerabili inclusi in quella lista venivano comunque denunciati tramite eisangelia, come lamenta Iperide: tra i casi da lui citati, probabilmente collocabili negli anni 340 o 330 a.C., rientrano la violazione della legge sul prezzo a cui dare a nolo le flautiste e un tentativo di usurpazione della cittadinanza.

## Descrizione
La legge eisangeltica prevedeva, secondo la citazione di Iperide contenuta nella Per Euxenippo, tre capi di imputazione:
- "Se uno cerca di rovesciare il regime democratico in Atene o se uno partecipa a riunioni in qualche luogo allo scopo di rovesciare il regime democratico o allo stesso fine ha formato un'eteria";
- "Se uno, per tradimento, ha consegnato al nemico una città, una flotta o una forza di terra o di mare";
- "Se uno, nella sua qualità di oratore, non presenta le proposte più conformi agli interessi del popolo ateniese, perché corrotto con denaro".

Secondo alcuni Iperide cita tutte le accuse possibili, anche se non integralmente, ma probabilmente esistevano altri crimini previsti dalla legge e non citati da Iperide. Tra questi:
- I crimini riguardanti i cantieri e, in generale, le leggi commerciali;
- Gli inganni nei confronti del popolo;
- Le accuse contro i sicofanti.

La procedura più comune prevedeva che l'accusatore presentasse un'accusa scritta ai pritani, che ne facevano un resoconto alla Boulé (che in alcuni casi, prima di Euclide, deferiva alcune eisangelie all'Ecclesia), la quale poteva accettare o respingere l'accusa; l'accusato, che non era convocato a testimoniare, poteva essere arrestato se la Boulé lo riteneva necessario, e, nel caso l'accusa fosse di alto tradimento, non veniva rilasciato neanche se offriva dei garanti. Alternativamente l'accusatore poteva esporre l'accusa nella prima seduta della pritania (chiamata in greco antico: κυρία?) e l'Ecclesia votava se accogliere o meno l'accusa; se l'accettava, allora incaricava la Boulé di fare un decreto (in greco antico: προβούλευμα?) per il processo, oppure, più raramente, deferiva la causa all'eliea o la giudicava da sola. In quest'ultimo caso l'Ecclesia votava un decreto (in greco antico: ψήφισμα?) col quale decideva la forma di processo e la pena da infliggere agli accusati: la votazione avveniva tramite due urne assegnate a ogni tribù o per alzata di mano. Se invece la causa era deferita all'eliea, l'Ecclesia faceva passare un decreto col quale arrestava gli accusati, li faceva processare davanti ai Tesmoteti e li faceva punire come traditori se venivano dichiarati colpevoli.
Il giorno successivo, dopo aver ascoltato entrambe le parti, la Boulé votava a scrutinio segreto la colpevolezza dell'accusato; se veniva dichiarato colpevole, il giorno successivo c'era una seconda votazione, stavolta per alzata di mano, tramite la quale si decideva se infliggere all'accusato soltanto una multa di 500 dracme o processarlo. In quest'ultimo caso il segretario dei pritani consegnava la sentenza ai Tesmoteti, che avevano l'incarico di istituire il processo entro trenta giorni dall'arresto; se non lo facevano, la responsabilità passava agli Undici. In tribunale la giuria era formata da 1 000 o 1 500 dicasti.
L'accusatore, inizialmente lasciato impunito anche se l'accusato veniva assolto, a partire dal IV secolo a.C. era soggetto a una multa di 1 000 dracme nel caso l'accusa da lui mossa ottenesse meno di un quinto dei voti. Per quanto riguarda l'accusato, secondo Iperide era frequente, data la gravità dell'accusa mossagli e la sua manifesta colpevolezza, che scegliesse di non affrontare il secondo giudizio (davanti ai dicasti presieduti dai Tesmoteti) e dopo il primo andasse spontaneamente in esilio.